# (34428) 2000 SA27
2000 أس أي 27 (ويعرف أيضًا باسم (34428) 2000 أس أي 27 وفق تسمية الكوكب الصغير) (بالإنجليزية: 2000 SA27)‏ هو كويكب ضمن حزام الكويكبات؛ وترتيبه 34428 من حيث الاكتشاف.
اكتُشف هذا الجُرم الفلكي بواسطة بحث لنكولن عن الكويكبات القريبة من الأرض في 23 سبتمبر 2000.

## وصلات خارجية
- (34428) 2000 SA27 في قاعدة بيانات مختبر الدفع النفاث لأجرام النظام الشمسي الصغيرة

- الاكتشاف · مخطط المدار ·  العناصر المدارية · المعلمات المادية

- (34428) 2000 SA27 على موقع ويكي سكاي: DSS2, SDSS, GALEX, IRAS, Hydrogen α, X-Ray, Astrophoto, Sky Map, Articles and images